# Nelusetta
Nelusetta is een monotypisch geslacht van straalvinnige vissen uit de familie van vijlvissen (Monacanthidae).

## Soort
- Nelusetta ayraud (Quoy & Gaimard, 1824)